# Astrophytum capricorne
Astrophytum capricorne – gatunek z rodziny kaktusowatych. Występuje w północnym Meksyku, zwłaszcza w stanie Coahuila, w okolicach Saltillo. Rośnie na skałach wapiennych w zaroślach matorralu. Nazwa zwyczajowa (koziorożec) i łaciński epitet gatunkowy (capricorne) pochodzi od zakrzywionych cierni przypominających rogi kozy (capri – kozi, corne – rogi).

## Morfologia
PokrójPędy początkowo kulistawe, z czasem owalne, osiągające do 20 cm wysokości i 10 cm szerokości. Żebra wyraziste, w liczbie zwykle 8 do 9, rozdzielone głębokimi bruzdami ze skórką pokrytą licznymi, drobnymi, białymi kłaczkami (flokami). Areole ułożone wzdłuż żeber, brązowawe.
CiernieLiczne, miękkie, powykręcane do góry o długości od 3 do 10 cm. Ich kolor jest zmienny – od żółtawego poprzez odcienie brązu do niemal czarnego. Na wierzchołku rośliny tworzą gęsty splot.
KwiatyLśniąco żółte z czerwoną gardzielą. Rozwijają się z wierzchołkowych areoli wczesnym latem w ciągu dnia i osiągają 6 do 7 cm średnicy. Zakwitać mogą już młode rośliny.
OwoceCzerwonawe o rozmiarze 2–3 cm.

## Uprawa
Gatunek należy do dość trudnych w uprawie. Wymaga pełnego światła i ciepła (nie znosi temperatur poniżej 10 °C) oraz przepuszczalnego podłoża. 
Najlepiej sprawdzają się mieszanki mineralne lub organiczno mineralne do 30% części organicznych. Zalecane mineralne składniki to perlit, drobny keramzyt, piasek i żwirek kwarcowy. Niektórzy używają jeszcze pemzy lub zeolitu. 
Roślina ma bardzo kruche, delikatne korzenie i jest wrażliwa na ich gnicie. Podlewać należy ostrożnie. Obficie, ale rzadko. Bezwzględnie, dopiero gdy podłoże porządnie przeschnie i zapowiada się  przez kilka najbliższych dni słoneczna pogoda. W przypadku zgnicia korzeni, ich odrastanie zająć może kilka lat.
Zimą, tj. od października do marca-kwietnia należy je zimować w  całkowicie suchym  podłożu i temperaturze 8-15 °C.

## Zmienność
Gatunek bardzo zmienny, nawet w obrębie jednej odmiany. Wyróżnia się następujące odmiany:
- A. capricorne var. crassispinoides
- A. capricorne var. crassispinum – wyróżnia się grubymi, wyprostowanymi cierniami i dłuższymi kwiatami, żółtymi[5], ale bez czerwonej gardzieli[7], czasem także czerwonymi. Występuje głównie w stanie Coahuila[5].
- A. capricorne var. minus
- A. capricorne var. niveum
- A. capricorne var. senille
- A. capricorne var. aureum